# Самуель Сайс
Самуель «Саму» Сайс Алонсо (ісп. Samuel Sáiz Alonso; 22 січня 1991, Мадрид, Іспанія) — іспанський футболіст, що грає на позиції атакувального півзахисника і нападника турецького клубу «Сівасспор».
Більшу частину кар'єри провів у фарм-клубах іспанських команд, які виступають в Сегунді і Сегунді Б, а також у клубі «Уеска» з однойменного міста, за який зіграв 69 матчів і забив 15 м'ячів. У Ла-Лізі на поле вийшов лише один раз у складі «Хетафе».

## Кар'єра

### Реал Мадрид
Самуель народився в Мадриді. У вісім років потрапив до футбольної структури «Реала». Дебют на футбольному полі відбувся 2008 року — Саму вийшов на поле у футболці другої команди Королівського клубу в матчі Сегунди Б.
У сезоні 2010/2011, Самуель пішов в оренду до фарм-клубу «Севільї», що виступав у тому ж дивізіоні, однак під час трансферного вікна його відкликали з оренди і він продовжив виступ за третю команду «Реала» в Терсері — четвертому за силою дивізіоні.

### Мелілья та Хетафе
17 серпня, Саму підписав контракт з командою Сегунди Б «Мелільєю» з правом першочергового зворотного викупу гравця «Реалом». Пізніше, під час зимового трансферного вікна, футболіст розірвав контракт і заявився за фарм-клуб «Хетафе». Того ж сезону Сайс вперше вийшов на поле в матчі Ла-Ліги — за 12 хвилин до кінця матчу проти мадридського «Атлетіко» за рахунку 0:3 він замінив Хайме Гавілана.

### Альмерія та Атлетіко Мадрид
8 липня 2013 року Самуель підписав контракт з "Альмерією B. У січні наступного року він знову змінив команду — цього разу пішов до «Атлетіко Мадрид Б».
Періодично Саму тренувався і навіть заявлявся на матчі з основною командою «Атлетіко» під керівництвом Дієго Сімеоне, однак на поле в офіційному матчі не вийшов жодного разу.

### Уеска
5 серпня 2015 року Самуель приєднався до клубу «Уеска», що грає в Сегунді. Через 17 днів він забив свій перший м'яч у професійній лізі, проте його команда все одно програла «Алавесу» з рахунком 2:3;. У сезоні 2015/16 він забив ще двічі, вийшовши на поле 30 разів.
У березні 2016 Саму продовжив контракт з арагонським клубом до червня 2018 року. У наступному сезоні він записав до свого активу 12 забитих за клуб м'ячів, зокрема, завдяки цьому його команда вийшла до плей-оф за підвищення у класі.

### Лідс Юнайтед
10 липня 2017 року «Уеска» і «Лідс Юнайтед» досягли домовленості про трансфер Сайса. Три дні по тому Лідс оголосив про підписання чотирирічного контракту з гравцем. Самуель дебютував 9 серпня в матчі Кубка ліги проти «Порт Вейла», в якому футболіст одразу ж оформив хет-трик, а його команда перемогла з рахунком 4:1. Три забитих м'ячі Сайса в цьому поєдинку стали першим хет-триком, оформленим у дебютному матчі, з 1989 року, коли це зробив Карл Шутт. Дебют у Чемпіоншипі відбувся три дні по тому, в безгольовій нічиїй з «Престон Норт-Енд».
19 серпня Сайс відкрив рахунок м'ячам, забитим у лізі — він відзначився одним із двох голів, забитих «Сандерленду».

## Статистика

### Клубна
Станом на 12 вересня 2017
| Клуб               | Сезон              | Ліга               | Ліга | Ліга | Кубки | Кубки | Інші | Інші | Загалом | Загалом |
| Клуб               | Сезон              | Дивізіон           | Ігри | Голи | Ігри  | Голи  | Ігри | Голи | Ігри    | Голи    |
| ------------------ | ------------------ | ------------------ | ---- | ---- | ----- | ----- | ---- | ---- | ------- | ------- |
| Севілья Атлетіко   | 2010/2011          | Сегунда Б          | 16   | 3    | 1     | 0     | —    | —    | 17      | 3       |
| Мелілья            | 2011/2012          | Сегунда Б          | 16   | 1    | 0     | 0     | —    | —    | 16      | 1       |
| Хетафе             | 2011/2012          | Ла-Ліга            | 1    | 0    | 0     | 0     | —    | —    | 1       | 0       |
| Хетафе Б           | 2011/2012          | Сегунда Б          | 13   | 2    | 0     | 0     | —    | —    | 13      | 2       |
| Хетафе Б           | 2012/2013          | Сегунда Б          | 31   | 9    | 0     | 0     | —    | —    | 31      | 9       |
| Хетафе Б           | Загалом            | Загалом            | 44   | 11   | 0     | 0     | 0    | 0    | 44      | 11      |
| Альмерія B         | 2013/2014          | Сегунда Б          | 9    | 0    | 0     | 0     | —    | —    | 9       | 0       |
| Атлетіко Мадрид Б  | 2013/2014          | Сегунда Б          | 14   | 7    | 0     | 0     | —    | —    | 14      | 7       |
| Атлетіко Мадрид Б  | 2014/2015          | Сегунда Б          | 33   | 8    | 0     | 0     | —    | —    | 33      | 8       |
| Атлетіко Мадрид Б  | Загалом            | Загалом            | 47   | 15   | 0     | 0     | 0    | 0    | 47      | 15      |
| Уеска              | 2015/2016          | Сегунда            | 29   | 3    | 1     | 0     | —    | —    | 30      | 3       |
| Уеска              | 2016/2017          | Сегунда            | 42   | 12   | 2     | 0     | —    | —    | 44      | 12      |
| Уеска              | Загалом            | Загалом            | 71   | 15   | 3     | 0     | 0    | 0    | 74      | 15      |
| Лідс Юнайтед       | 2017/2018          | Чемпіоншип         | 6    | 2    | 2     | 4     | 0    | 0    | 8       | 6       |
| Загалом за кар'єру | Загалом за кар'єру | Загалом за кар'єру | 210  | 47   | 6     | 4     | 0    | 0    | 216     | 51      |